# Thames (Nieuw-Zeeland)
Thames is een plaats in Nieuw-Zeeland. Het ligt in de regio Waikato op het Noordereiland. Thames had in 2006 een inwoneraantal van 6756.

## Geboren
- Sir Keith Rodney Park (1892 – 1975), piloot